# Avloppsinfiltration

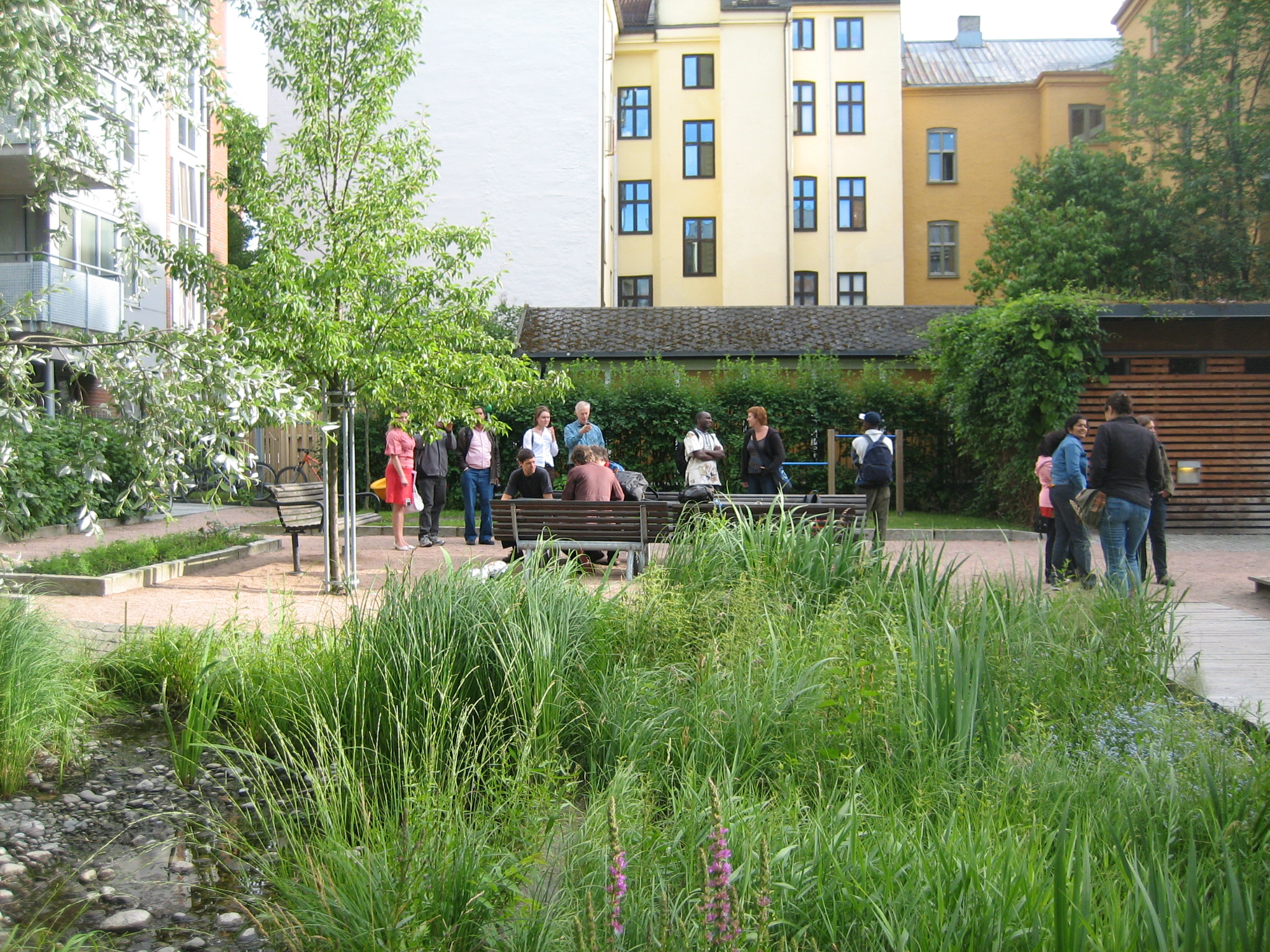
Anlagd våtmark i centrala Oslo för avloppsinfiltration av gråvatten.

I en anläggning för avloppsinfiltration renas avloppsvattnet genom att det rinner genom jordlager och sipprar via marken till grundvattnet. Infiltration kan användas för rening av blandat eller urinavlastat avloppsvatten, eller BDT-vatten.
En infiltration renar avloppsvattnet efter att det gått igenom en slamavskiljare (trekammarbrunn vanligast). Infiltrationsanläggningen består av en fördelningsbrunn som leder vattnet vidare ut i rör, vanligast två eller tre stycken. Rören har hål på undersidan så att vattnet kan sippra ner i ett lager med makadam och sedan vidare ner i jordlagren under. Rören avslutas med en luftning över markytan. Detta för att mikroorganismerna som lever i makadamen och bryter ner näringen i avloppsvattnet ska få luft. För att ha en bra funktion och inte få problem med lukt är det nödvändigt att det även finns en luftning av toaletten på huset. Ett hushåll på 5 personer ska ha en infiltrationsanläggning på 30 kvadratmeter. Det är viktigt att avståndet mellan botten på infiltrationsanläggningen och högsta grundvattennivån i marken är minst en meter för att reningen ska fungera.